# Philippe Boulanger (géographe)
 (décembre 2011).
Pour les articles homonymes, voir Philippe Boulanger (homonymie) et Boulanger (homonymie).
Philippe Boulanger est géographe français, spécialisé en géographie historique, géographie militaire et géostratégie, géographie politique et géopolitique. Il est professeur des universités en géographie à Sorbonne Université.

## Biographie
Professeur agrégé, docteur en géographie de l’Université Paris 4-Sorbonne (1998), habilité à diriger des recherches (2009), il est maître de conférences à l’Université Paris 4-Sorbonne de 2000 à 2010, puis professeur des universités en géographie depuis 2010. Il est membre titulaire du Conseil national des universités (section 23) de 2003 à 2007.
Entre autres fonctions, il est membre élu du Conseil d’administration de la Société de géographie de Paris (depuis 2005), secrétaire général puis responsable de la commission de géographie historique au Comité national français de géographie (2010-2016), président du conseil scientifique de l'Institut de recherche stratégique de l'Ecole militaire (depuis 2017) et membre du comité de pilotage du GIS Défense et stratégie (direction SH du CNRS, 2017-2019). En 2012, il cofonde la Revue de géographie historique (en ligne) dont il est le directeur.
En 2010-2011, il est auditeur à l’Institut des hautes études de Défense nationale-Armement et économie de défense (47e session nationale).

## Recherches
Auteur d’une thèse de doctorat sur la géographie historique du recrutement militaire en France, il oriente ses recherches vers la géographie historique de la France, la géopolitique, la géographie militaire et la géostratégie dans le monde. Il a publié plusieurs ouvrages et articles sur ces questions. 
Il est rattaché au laboratoire Espaces, Nature et Culture (UMR 8185-CNRS, 1995-2013), au Centre de recherche et d’analyse en géopolitique (Université Paris-VIII, 2013-2018), puis au laboratoire Médiations, science des lieux de Sorbonne Université Lettres. 
Depuis 2010, ses recherches sont orientées vers les nouvelles technologies numériques et la géographie militaire, le Geospatial Intelligence et la géographie de la sécurité nationale, la géopolitique des médias.[réf. nécessaire]

## Publications

### Ouvrages
- La France devant la conscription de 1914 à 1922, Géographie historique d’une institution républicaine, Paris, Economica-Institut de Stratégie Comparée, 2001, 390 p.
- Le Soldat-citoyen (en collaboration avec Annie Crépin), La Documentation Française, no 8019, juin 2001.
- La France : espace et temps, Paris, Éditions du temps, 2002, 285 p.
- La Géographie militaire française (1871-1939), Paris, Economica, coll. Bibliothèque stratégique, 2002, 619 p. .
- Géographie militaire, Paris, Ellipses, coll. Carrefour, 2006, 384 p.
- Géographie militaire et géostratégie, enjeux et crises du monde contemporain, Paris, Armand Colin, collection U., 2011, 2015 (2e éd.) 304 p.
- Hydrocarbures et conflits dans le monde (en collaboration avec Françoise Ardiller-Carras et Didier Ortholland, Paris, Technip, 2012, 263 p.
- Géopolitique des médias, Acteurs, rivalités et conflits, Paris, A. Colin, collection U, 2014, 310 p.
- La géographie, reine des batailles, Paris, Perrin, 2020.
- Planète média, géopolitique des réseaux et de l’influence, Armand Colin, collection Objectif Monde, 2021, 392 p.
- Introduction à la géostratégie, La Découverte, Repères, Coll. géopolitique, 2023, 117 p.

### Direction d’ouvrages scientifiques
- « La Géographie militaire-1 », Stratégique, no 81, avril 2003, 184 p.
- « La Géographie militaire-2 », Stratégique, no 82-83, octobre 2003, 246 p.
- « La Géographie militaire-3 », Stratégique, no 118, janvier 2019, 213 p.
- Où en est la géographie historique ?, en collaboration avec M. Jean-René Trochet, Actes du colloque international, 12-15 septembre 2002, Université Paris-Sorbonne, Paris, L’Harmattan, 2005, 350 p.
- La géographie militaire de la Picardie du Moyen Âge à nos jours, en collaboration avec Philippe Nivet, Actes du colloque de l’Université Picardie-Jules Verne, mai 2004, Université Picardie-Jules Verne, Amiens, Encrage, 2006, 158 p.
- Histoire militaire et géographie historique, Cahiers du Centre d’études d’histoire de la défense, acte du colloque Histoire militaire & sciences humaines VI, Centre d’études d’histoire de la défense, Ministère de la défense (SGDN), Château de Vincennes, novembre 2006, 2008, 213 p.
- « Les héritages culturels dans l’urbanisme et l’architecture en Europe, Afrique du Nord, Moyen-Orient et Asie au début du XXIe siècle », Actes du colloque international tenu à l’Université Paris-Sorbonne Abu Dhabi, 19-21 mai 2008, Presses universitaires de la Sorbonne, 2010.
- Géographie et guerre, de la géographie militaire au Geospatial Intelligence en France (XVIIIe – XXIe siècles), Société de géographie de Paris, 2016, 243 p.
- « Géographie historique et questions militaires » (1), Revue de géographie historique, mai 2016.
- « Géographie historique et questions militaires » (2), Revue de géographie historique, mai-novembre 2017.
- Géographie, Geoint et opérations, actes du colloque en partenariat avec l’IHEDN, la Société de géographie de Paris et le Centre d’Intelligence artificielle (18-19 juin 2021), Sorbonne Université, Société de géographie, 2022, 117 p.
- La géographie militaire, savoir stratégique pour les armées françaises, actes du colloque Sorbonne Université-BGHOM (minArm), Société de géographie, mai 2023, 222 p.
- GEOSpatial INTellingence, Geoint un outil géopolitique d'aide à la décision, Armand Colin, coll. U, 2024, 221 p.

### Revue de géographie historique
Créée en 2012, la Revue de géographie historique a pour objectif de diffuser l’information sur les grandes questions de géographie en valorisant la démarche historique. Elle est ouverte à différentes thématiques liées aux questions politiques, économiques, rurales, urbaines, sociales et culturelles en couvrant l’ensemble des régions de la planète. https://journals.openedition.org/geohist/